# Illa de Wiese
Wiese (en rus: Остров Визе; Ostrov Vize) és una illa situada a l'extrem nord del mar de Kara, aproximadament a mig camí entre la Terra de Francesc Josep i la Terra del Nord. Pertany al krai de Krasnoiarsk, a Rússia. Porta el nom de l'oceanògraf soviètic d'ascendència alemanya Vladímir Wiese.

## Geografia
És una illa desolada i subjecta a les dures tempestes àrtiques, però sense glaceres permanents. Durant l'hivern el mar que l'envolta que cobert de gel, però a l'estiu grans zones de l'illa en queden lliures. La seva superfície és de 288km². En comparació amb altres illes àrtiques és relativament gran i plana. El seu punt més alt es troba a tan sols 22 msnm. La terra més propera és l'illa Uixakova, 140 km al nord.
El litoral de l'illa també està retrocedint a un ritme molt ràpid, a causa de l'erosió. Entre el 2009 i el 2016 la seva línia de costa ha retrocedit fins a 74 metres, la qual cosa la converteix en una de les illes en retrocés més ràpid del món.

## Història
El 1924 l'oceanògraf Vladímir Wiese estudiava la deriva del vaixell rus Svyataya Anna de Georgy Brusilov quan va quedar atrapat a la banquisa del mar de Kara. Wiese va detectar una estranya desviació de la trajectòria de la deriva del vaixell causada per certes variacions dels patrons dels corrents marins i de gel. Considerava que la desviació era causada per la presència d'una illa no descoberta les coordenades de la qual va poder calcular amb precisió gràcies a la disponibilitat de les successives posicions de la Santa Anna durant la seva deriva. Les dades de la deriva havien estat proporcionades pel navegant Valerian Albanov, un dels dos únics supervivents del vaixell.
L'illa va ser descoberta el 13 d'agost de 1930 per una expedició soviètica dirigida per Otto Schmidt a bord del Trencagel Sedov sota el comandament del capità Vladímir Voronin. L'illa va rebre el nom del professor Wiese de l'Institut àrtic soviètic que en aquell moment es trobava a bord del Sedov i que va poder trepitjar l'illa de la qual havia predit l'existència.
La primera hivernada a l'illa va tenir lloc el 1945-46. L'1 de novembre de 1945 s'hi va establir una estació polar hidrometeorològica, una de les més septentrionals del món.

## Clima
L'illa de Wiese té un clima àrtic extrem, amb temperatures que es mantenen regularment per sota dels -20°C des de novembre fins a l'abril i que sols superen els 0 °C un parell de mesos a l'any. Mai s'hi ha registrat una temperatura igual o superior a 10 °C.